# Стикс (фильм)
Стикс (нем. Styx) — австрийско-немецкая драма режиссёра Вольфганга Фишера, вышедшая в 2018 года. Премьера фильма состоялась 16 февраля 2018 года в рамках 68-го Берлинского международного кинофестиваля.
Фильм был показан в кинотеатрах Германии 13 сентября 2018 года и в кинотеатрах Австрии 23 ноября 2018 года.

## Сюжет
Рике — врач скорой помощи. В отпуск она решила отправиться в одиночку на своей двенадцатиметровой яхте «Эйса Грей» в путешествие по следам Чарльза Дарвина от Гибралтара до острова Вознесения в Атлантическом океане.
После сильного шторма, она обнаруживает поврежденный траулер рядом со своей лодкой. Рике пытается связаться с лодкой по радио. Не получив ответа, она пытается связаться со спасательными командами. Береговая охрана обещает оказать помощь, но предупреждает, что это займет не мало времени, и просит держаться подальше от лодки с беженцами.
В бинокль Рике замечает, что пассажиры траулера прыгают в воду. Мальчик лет 14 плывет к её лодке. Она спасает измученного мальчика. Имя мальчика, Кингсли, написано на браслете. На своей яхте Рике отходит от траулера, потому что считает попытку помочь другим людям опасной для жизни из-за своей слишком маленькой лодки. Она оказывает Кингсли первую помощь. В очередной раз она связывается с береговой охраной по рации, но ей снова заявляют, что помощь уже в пути, и что ей обязательно следует держаться подальше от лодки с беженцами.
Кингсли приходит в сознание и пытается убедить Рике помочь беженцам в траулере, на котором, среди прочего, находится его сестра. Рике запускает несколько ракет, чтобы предупредить ближайшие корабли. Кингсли борется с Рике за ключ зажигания от яхты, и даже сталкивает её с борта и уводит яхту подальше от Рике. Рике с трудом удалось вернуться на палубу. В ужасе от его действий, она кричит на Кингсли, но понимая его отчаяние, сообщает береговой охране, что её «Эйса Грей» тонет. После сигнала SOS она отключает бортовую электросеть и включает аварийный маяк.
Ночью она подходит к катеру, садится на его палубу и видит несколько умирающих и мертвых людей на призрачном безмолвном корабле.
На рассвете приближается фрегат береговой охраны, службы экстренной помощи используют скоростные катера для спасения выживших и погибших, а по радио постоянно поступают сообщения о других потерпевших крушение кораблях, на каждом из которых находится много беженцев. Рике арестовывают на корабле.

## В ролях
- Сюзанна Вольф в роли Рике
- Гедион Векеса Одуор в роли Кингсли
- Александр Байер в роли Пола
- Инга Биркенфельд в роли Мари

## Производство и предыстория
Съемки проходили с октября по декабрь 2016 года на Мальте и на земле Северный Рейн-Вестфалия. В создании фильма участвовали Австрийский институт кино, представители Федерального правительства по культуре и СМИ, «Евримаж», Фонд кино и СМИ NRW, Немецкий фонд продвижения фильмов, Агентство по финансированию фильмов и Мальтийская комиссия по кинематографии. Были так же вовлечены Westdeutsche Rundfunk и Arte.
Продюсером фильма выступила немецкая компания Schiwago Film, сопродюсером выступила австрийская Amour Fou Filmproduktion. Андреас Тернвальд отвечал за звук, Николь Фишналлер — за дизайн костюма, а Эльке Хан — за грим.
Название фильма отсылает к реке Стикс, которая в греческой мифологии является границей между миром людей и подземным миром. Кроме того, это имя богини, дочери Океана, и означает вода ужаса.
Яхта названа в честь ботаника Эйса Грей, члена-корреспондента Парижской академии наук и друга Чарльза Дарвина.

## Приём
По мнению Александры Зейтц из Berliner Zeitung, «задача фильма Фишера состоит в том, чтобы продемонстрировать, какой непоправимый ущерб наносит жестокость, навязанная внешними силами, обоим людям […] В результате получился не только невероятно аутентичный фильм, но и глубоко искренний. В „Стиксе“ нет ложного тона и утешительной лжи».
В своей статье для Frankfurter Allgemeine Zeitung Верена Люкен подчеркивает игру Сюзанны Вольф и сравнивает картину с фильмом «Не угаснет надежда» с Робертом Редфордом: «Несколько лет назад Роберт Редфорд также почти один снялся в фильме „Не угаснет надежда“. Чтобы что-то подобное сработало, нужны актеры такого калибра. Сюзанна Вольф, почти немая, почти не имеющая аналогов, — единственная сенсация в этом фильме».
Джессика Кианг из Variety также провела сравнение с фильмом «Не угаснет надежда»: «Это „Не угаснет надежда“ с вращающимся моральным компасом и актуальным аспектом, который оказывается даже более захватывающим, чем его блестяще выполненное интуитивное действие».
Для Мартины Кнобен из газеты Süddeutsche Zeitung, Стикс, напротив, является «правильным фильмом в нужное время», он "[…] ставит моральные вопросы на обозрение, которые перегружают Рике так же, как западные общества: смотреть и продолжать плавать, пока на глазах разворачивается гуманитарная катастрофа, не вариант. Но нужно ли спасать людей и позволять погибать многим другим? Или попытаться помочь всем, даже если собственная лодка утонет? Кнобен также отмечает: «Фильм не предлагает дешёвого выхода из этой дилеммы, это самое честное и потрясающее в этой работе. Свою силу он черпает из игры своей ведущей актрисы Сюзанны Вольф, которая, как соло-моряк Рике, в какой-то степени воплощает Запад, уверенную и сексуальную».

## Награды и номинации
2018: 68-й Берлинский международный кинофестиваль
- Приз экуменического жюри — лауреат премии Панорама
- Label Europa Cinemas
- 2 место Приз зрительских симпатий Panorama
- Приз Хайнера Карова Фонда DEFA.

2018: Кинофестиваль Filmkunstfest Mecklenburg-Vorpommern
- Главный приз Fliegender Ochse
- Приз зрительских симпатий
- Приз за лучшую музыку и оформление звука

2018: Международный кинофестиваль Эмден-Нордерней
- Номинация на кинопремию DGB[16][17]
- Премия Creative Energy Сюзанн Вольф и Бенедикта Нойенфельса[18]

2018: Кинофестиваль Валлетты
- Лучшее исполнение (Сюзанна Вольф)
- Лучший оператор[19].